# William LeBaron
William LeBaron (Elgin, Illinois, 16 de febrer de 1883 - Santa Monica, 9 de febrer de 1958) va ser un productor de cinema, lletrista, llibretista, dramaturg i guionista estatunidenc.
LeBaron va ser autor de diverses obres de teatre per a Broadway; incloent els llibrets i les lletres de diversos musicals, a més d'obres no musicals escenificades a la ciutat de Nova York entre 1911 i 1925. Algunes d'aquestes obres es van adaptar a pel·lícules; inclosa la seva obra de teatre de 1917 The Very Idea, que es va convertir en una pel·lícula muda el 1920 i una pel·lícula sonora el 1929; i la seva obra de teatre de 1921 Nobody's Money, que va ser adaptada a una pel·lícula el 1923. També va ser autor dels llibrets d'operetes compostes per Victor Herbert, Emmerich Kálmán, Fritz Kreisler i Victor Jacobi.
L'any 1926, LeBaron s'havia traslladat de la ciutat de Nova York a Los Angeles, i després va ser principalment actiu com a productor de cinema. Els seus crèdits cinematogràfics van incloure Cimarron, que va guanyar el premi de l'Acadèmia a la millor pel·lícula a la cerimònia de la 4a cerimònia dels premis de l'Acadèmia. LeBaron també va produir les característiques comèdies de referència de W. C. Fields, Mae West i Wheeler & Woolsey. A més de ser productor, LeBaron va ser l'últim cap de producció de Film Booking Offices of America i de la successora de FBO, RKO Pictures, on va ser substituït per David O. Selznick.

## Biografia
Després de graduar-se a l'escola secundària, va assistir a la Universitat de Chicago i a la Universitat de Nova York, i després va passar una dècada escrivint partitures musicals i lletres per a espectacles de Broadway. Posteriorment va escriure per a algunes revistes i publicacions, abans que Joseph Kennedy, inversor en diverses obres de teatre de LeBaron, li suggerís que es traslladés a Califòrnia el 1924. Es va unir a l'American Society of Composers, Authors and Publishers (ASCAP) el 1933 i es va convertir en cap de producció de diversos estudis, inclosos RKO Studios (1929-1931), Paramount Studios (1936-1941) i 20th Century Fox (1941 fins a la seva jubilació) el 1947).
LeBaron va morir el 9 de febrer de 1958, una setmana abans del seu 75è aniversari. Estava casat amb Mabel Hollins (1887-1955), una actriu britànica de comèdia musical.

## Obres escèniques

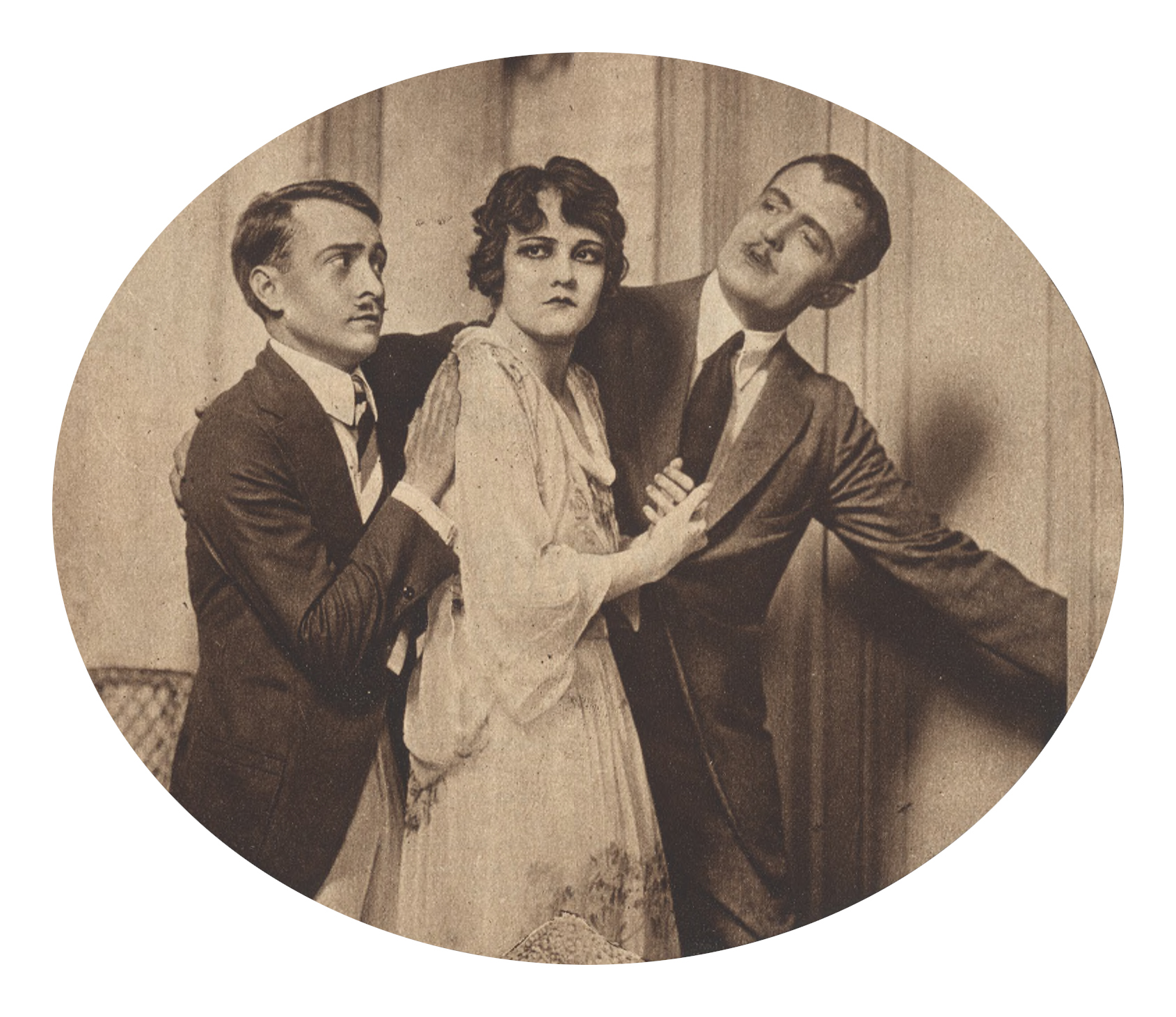
Ernest Truex, Dorothy Mackaye i Richard Bennett a la producció de Broadway de The Very Idea (1917)

- The Echo, musical (1910, música de Deems Taylor, lletra i llibre de Taylor i LeBaron)[4]
- Hello, Paris, musical (1911, música de J. Rosamond Johnson, lletra de J. Leubrie Hill, llibre de LeBaron)[2]
- A La Broadway, musical (1911, música d' Harold Orlob, llibre de LeBaron i lletra de MH Collins i LeBaron)[2]
- The Red Canary, musical (1914, música d'Harold Orlob, lletra de Will B. Johnstone, llibre de LeBaron i Alexander Johnstone)[2]
- The Very Idea, obra de teatre (1917, escrita per Le Baron)
- Her Regiment, opereta (1917, música de Victor Herbert, lletra i llibre de Le Baron)[2]
- Back to Earth, obra de teatre (1918, escrita per Le Baron)
- I Love You, obra de teatre (1919, escrita per Le Baron)
- Apple Blossoms, opereta (1919, música de Fritz Kreisler i Victor Jacobi, llibret de Le Baron)[2]
- The Half Moon, musical (1920, música de Victor Jacobi, lletra i llibre de Le Baron)[2]
- Nobody's Money, obra de teatre (1921, escrita per Le Baron)
- The Love Letter, musical de 1921, música de Victor Jacobi, lletra i llibre de Le Baron)[2]
- The Scarlet Man, obra de teatre (1921, escrita per Le Baron)
- The Yankee Princess, opereta (1922, música d'Emmerich Kálmán, nou llibret en anglès de LeBaron)[2]
- Moonlight, musical (1924, música de Con Conrad, lletra de William B. Friedlander, llibre de Le Baron)[2]
- Something to Brag About, obra de teatre (1925, escrita per Le Baron)

## Filmografia seleccionada
- Beau Geste (1926)
- It's the Old Army Game (1926)
- Love 'Em and Leave 'Em (1926)
- The Show-Off (1926)
- Running Wild (1927)
- Love's Greatest Mistake (1927)
- Blind Alleys (1927)
- Lightning Speed (1928)
- Street Girl (1929)
- Side Street (1929)
- Rio Rita (1929)
- Beau Bandit (1930)
- Hit the Deck (1930)
- Hook, Line and Sinker (1930)
- Midnight Mystery (1930)
- The Case of Sergeant Grischa (1930)
- The Fall Guy (1930)
- Conspiracy (1930)
- She's My Weakness (1930)
- Traveling Husbands (1931)
- Cimarron (1931)
- The Sin Ship (1931)
- The Lady Refuses (1931)
- Laugh and Get Rich (1931)
- Kept Husbands (1931)
- Cracked Nuts (1931)
- The Public Defender (1931)
- She Done Him Wrong (1933)
- Baby Face (1933)
- I'm No Angel (1933)
- Belle of the Nineties (1934)
- It's a Gift (1934)
- Man on the Flying Trapeze (1935)
- Klondike Annie (1936)
- Forgotten Faces (1936)
- The Princess Comes Across (1936)
- Till We Meet Again (1936)
- Born to the West (1937)
- Night of Mystery (1937)
- The Buccaneer (1938)
- Television Spy (1939)
- Emergency Squad (1940)
- Golden Gloves (1940)
- Dr. Cyclops (1940)
- Week-End in Havana (1941)
- Orchestra Wives (1942)
- Footlight Serenade (1942)
- Iceland (1942)
- Springtime in the Rockies (1942)
- The Gang's All Here (1943)
- Stormy Weather (1943)
- Pin Up Girl (1944)
- Carnegie Hall (1947)